# Plassac-Rouffiac

Plassac-Rouffiac este o comună în departamentul Charente, Franța. În 1 ianuarie 2022 avea o populație de 379 de locuitori.